# Peripatidae
Famille
Les péripatidés (Peripatidae) forment l'une des deux familles de l'embranchement des onychophores.

## Liste des genres
Selon ITIS (26 janvier 2019) :
- genre Eoperipatus Evans, 1901
- genre Epiperipatus Clark, 1913
- genre Heteroperipatus Zilch, 1954
- genre Macroperipatus Clark, 1913
- genre Mesoperipatus Evans, 1902
- genre Oroperipatus Cockerell, 1908
- genre Peripatus Guilding, 1826
- genre Plicatoperipatus Clark, 1913
- genre Speleoperipatus Peck, 1975
- genre Typhloperipatus Kemp, 1913

et le genre fossile selon Paleobiology Database (26 janvier 2019) :
- genre †Cretiperipatus Engel & Grimaldi, 2002

## Publication originale
- Evans, 1902 : On two new species of Onychophora from the Siamese Malay States. Quarterly Journal of Microscopical Science, vol. 45, p. 473-538.

## Répartition

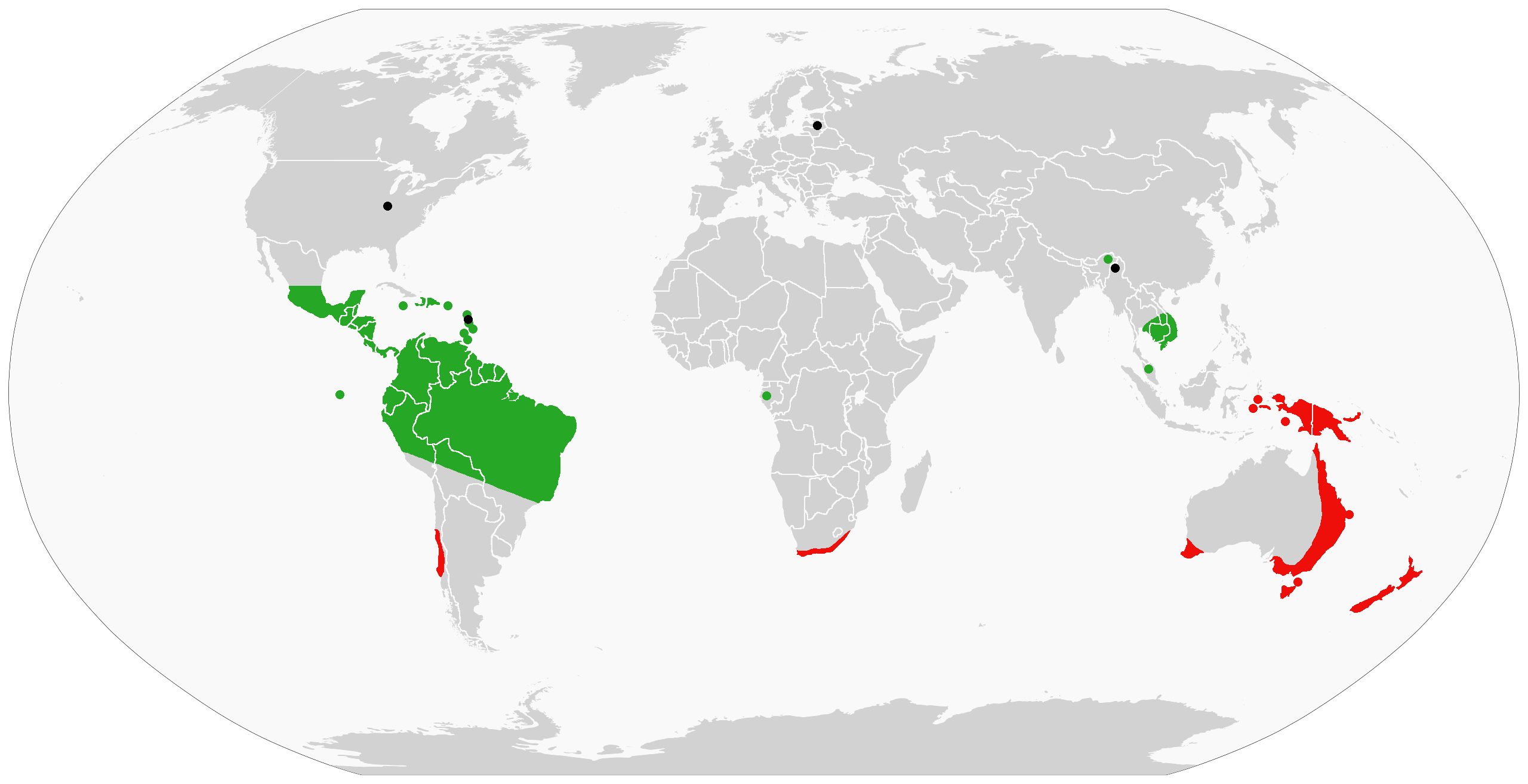
famille des Peripatidae
famille des Peripatopsidae